# Nyakék kedvesemnek
A "Nyakék kedvesemnek" 1971-ben készült grúz filmvígjáték, amelyet Tengiz Abuladze rendezett, Abu-Bakar Ahmegyian azonos című novellája alapján.

## Történet
A film Dagesztán lakóinak és szokásainak történetét meséli el. Három nősülni készülő testvér egy lányt szeret. Kié legyen a lány? A vita eldöntésére ősi szokás szerint a testvérek elindultak, hogy különleges ajándékot keressenek a menyasszonynak.

## Szereplők
- Ramaz Giorgobiani – Bahadur
- Natasa Kvlividze – Serminazi
- Nani Bregvadze – Aisa
- Eroszi Mandzsgaladze – Duldurum
- Gogi Gegecsori – csendőr
- Ramaz Cshikvadze – David
- Leonyid Jengibarov – Sugur
- Eter Abzianidze – Szaltanat
- Kahi Kavszadze – Zauri
- Otar Megvinetuhuceszi – Magomed
- David Kobulasvili – Haszbulati
- Temur Cshikvadze – Aziz
- Beszarion Hideseli – Muhtar
- Irakli Nizsaradze – A szótlan öregember
- Ia Hobua – Serminazi anyja

## Fordítás
Ez a szócikk részben vagy egészben  a(z)   სამკაული ჩემი სატრფოსათვის című grúz Wikipédia-szócikk fordításán alapul.  Az eredeti cikk szerkesztőit annak laptörténete sorolja fel. Ez a jelzés csupán a megfogalmazás eredetét és a szerzői jogokat jelzi, nem szolgál a cikkben szereplő információk forrásmegjelöléseként.